# Hasan Al-Samahiji
Hasan Al-Samahiji (22. veljače 1991.) je bahreinski rukometaš. Nastupa za klub Al-Ahli i reprezentaciju Bahreina.
Natjecao se na Svjetskom prvenstvu u Francuskoj 2017., gdje je reprezentacija Bahreina završila na 23. mjestu, te u Danskoj i Njemačkoj 2019. (20.).